# كاترين إنجيسدوتر من السويد
كاترين من السويد ( السويدية : كاترينا إنجيسدوتر ) كانت أميرة سويدية من القرون الوسطى تزوجت من الأمير الدنماركي بيورن هارالدسن إيرونسايد .

## حياتها
كانت كاثرين ابنة الملك إنج الأكبر من السويد والملكة هيلانة . كانت أخت كريستينا إنجيسدوتر السويدية ومارغريت فريدكولا . كانت كاثرين أصغرهن:  شقيقتها كريستينا تزوجت في التسعينيات، وأختها مارغريت في 1101. يعتقد أن كاثرين كانت في نفس عمر زوجها مما عنى أنها ولدت في حوالي عام 1100. 
توفي والد كاثرين في 1110 ، وخلفه على العرش السويدي أبناء أخيه. بحلول وقت وفاة والدها، كانت كاثرين لا تزال طفلة ا. وتفيد السجلات أن والدتها دخلت فريتا أبي ‏ كأرملة. أختها الكبرى، كريستينا، عاشت في روسيا، وعليه أعتبرت أنها بعيدة جدا عن السويد لتحصل على نصيب من ورثة والدها.  كانت أختها مارغريت في تلك الفترة ملكة على الدنمارك. من المعروف أن مارغريت شاركت ميراثها مع ابنة أختها إنغريد ‏ في النرويج، وابنة أختها إنجيبورج ‏ في الدنمارك.  لم يرد ذكر كاثرين في معاملات الورثة، ولكن باعتبارها الابنة الوحيدة غير المتزوجة للملك إنجه فقد كانت واحدة من ورثته الشرعين. 
تزوجت كاترين من الأمير الدنماركي بيورن هارالدسن إيرونسايد ‏ .  زواج نتج عنه طفله واحدة. ابنتهما كريستينا، الملكة المستقبلية للسويد، والتي قدر أنها ولدت في حوالي عام 1122. 
في عام 1134 ، انحاز زوج كاثرين مع عمه إريك الثاني من الدنمارك ‏ في حرب الخلافة على العرش في الدنمارك، ولكنه قتل من قبل إريك في نفس العام.  يقدر أن ابنتها كريستينا تزوجت من ملك السويد المستقبلي إريك التاسع في أربعينيات القرن الحادي عشر.

## الأبناء
1. كريستينا ملكة الدنمارك، ملكة السويد، متزوجة من إريك التاسع ملك السويد .